# Lycochoriolaus lateralis
Lycochoriolaus lateralis là một loài bọ cánh cứng trong họ Cerambycidae.